# Gonzalo Pérez de Vargas
Gonzalo Pérez de Vargas Moreno, född 10 januari 1991 i Toledo, är en spansk handbollsmålvakt.

## Meriter i urval
Landslag
- EM 2020 i Sverige:  Guld
- EM 2018 i Kroatien:  Guld
- EM 2016 i Polen:  Silver
- EM 2022 i Ungern/Slovakien:  Silver
- EM 2014 i Danmark:  Brons
- VM 2021 i Egypten:  Brons
- OS 2020 i Tokyo:  Brons
- VM 2023 i Sverige/Polen:  Brons
- OS 2024 i Paris:  Brons